# Yeoldubam
Yeoldubam (열두밤?, lett. "Dodici notti"; titolo internazionale Twelve Nights) è un drama coreano trasmesso su Channel A dal 12 ottobre al 28 dicembre 2018.

## Trama
Han Yoo-kyung, una fotografa dilettante residente a New York, e Cha Hyun-oh, un aspirante ballerino di casa a Tokyo, si incontrano per caso a Seul in tre occasioni, nel 2010, nel 2015 e nel 2018, per un totale di dodici giorni, e si innamorano l'uno dell'altra.

## Personaggi
- Han Yoo-kyung, interpretata da Han Seung-yeon
- Cha Hyun-oh, interpretato da Shin Hyun-soo
- Lee Baek-man, interpretato da Jang Hyun-sung
Proprietario di una pensione hanok.
- Ban Koo-wal, interpretato da Yoo Joon-hong
- Yoon Chan, interpretato da Hwang Jae-won (da bambino) e Kim Do-wan (da adolescente)
Figlio di Baek-man.
- Lee Ri, interpretata da Ye Soo-jung
Una fotografa.
- Kang Chae-won, interpretata da Lee Ye-eun
Migliore amica di Yoo-kyung, aspirante scrittrice.
- Kwon Ki-tae, interpretato da Kim Bum-jin
Ragazzo di Yoo-kyung.
- Sophia, interpretata da Lee Joo-young
- Park Sun-joo, interpretata da Han Ji-eun
- Lee Kyu-jin, interpretato da Lee Sun-tae
- Thomas, interpretato da Bret Lindquist
- Moon Hye-ran, interpretata da Seo Eun-woo
Ragazza di Hyun-oh.
- Yoon Hong-joo, interpretata da Cha Soo-yeon
Madre di Chan.
- Kim Jae-wook, interpretato da Sung Chang-hoon
- Kang Eun-pyo, interpretato da Kang Eun-pyo
- Joo A-reum, interpretata da Kim Yi-kyung
- Park Se-jung, interpretata da Hwang So-hee
- Pierre, interpretato da Felipe Arca
- Kang Seok, interpretato da Kim Young-joon
- Cheon Da-young, interpretata da Han Da-sol

## Ascolti
| Episodio | Data di trasmissione | Dati AGB |
| -------- | -------------------- | -------- |
| 1        | 12 ottobre 2018      | 0,592%   |
| 2        | 19 ottobre 2018      | 0,608%   |
| 3        | 26 ottobre 2018      | 0,259%   |
| 4        | 2 novembre 2018      | 0,212%   |
| 5        | 9 novembre 2018      | 0,289%   |
| 6        | 16 novembre 2018     | 0,216%   |
| 7        | 23 novembre 2018     | 0,439%   |
| 8        | 30 novembre 2018     | 0,441%   |
| 9        | 7 dicembre 2018      | 0,261%   |
| 10       | 14 dicembre 2018     | 0,395%   |
| 11       | 21 dicembre 2018     | 0,246%   |
| 12       | 28 dicembre 2018     | 0,278%   |
| Media    | Media                | 0,353%   |

## Colonna sonora
1. One More Flight – Kevin Oh
2. Wanna Know You (널 알고 싶어) – Stella Jang
3. If I Could Reach (닿을 수 있다면) – Fromm
4. You're My Heart (그대 내 맘에) – Zitten
5. Missing You (그리워 그리다) – Eunkyo
6. Timeless – Kim Min-soo, Kim Jong-chun
7. Bukchon Street – Jo So-hye
8. Steel Melo – Kim Min-soo, Kim Jong-chun
9. Steel Melo – Kim Min-soo, Kim Jong-chun
10. Thinking of You – Jung Ji-hoon
11. Diary of Twelve Night – Kim Min-soo, Kim Jong-chun
12. Sad Memory – Kim Min-soo, Kim Jong-chun
13. Who Are You – Semoro, Kim Min-soo
14. Confession – Jun Jong-uhn
15. Desire – Jun Jong-uhn
16. Reminisce – Kim Min-soo, Kim Jong-chun
17. Anguk Station – Semoro
18. Love at First Sight – Jo So-hye
19. Strange Travel – Kim Min-soo, Kim Jong-chun
20. Goodbye – Jo So-hye
21. My Dear Son – Jo So-hye